# Vågsholmen
Vågsholmen est une île dans le landskap Sunnhordland du comté de Vestland. Elle appartient administrativement à Kvinnherad.

## Géographie
Rocheuse et couverte d'arbres, à flelle s'étend sur environ 178 m de longueur pour une largeur approximative de 112 m.